# Beretta model 1934
Le Beretta model 1934 est un pistolet semi-automatique fabriqué par Beretta à partir de 1934. Il est chambré en 9x17 ou 9 mm court, plus communément appelé le .380 ACP. 
Le Beretta model 1935 est une variante du M1934, chambré en 7,65 Browning.

## Fonctionnement
Comme la plupart des pistolets militaires adoptés avant 1945, le Beretta 34 est muni d'une platine simple action et d'un chien externe. Sa glissière est largement échancrée, laissant apparaître la majeure partie du canon. Le guidon est rectangulaire et sa face de visée est inclinée vers l'avant. La hausse est montée à queue d'aronde avec un cran de mire en U. L'arrêtoir de chargeur est situé sous la poignée. Il existe une sûreté facultative à la gâchette et un cran de sûreté au chien. Le levier de sûreté facultative est placé sur la face gauche de la carcasse au-dessus du pontet.

## Diffusion
En Italie, il équipait les agents de la Guardia di Finanza, les carabiniers et la police italiennes.  Il fut également utilisé par les Roumains et la Wehrmacht durant la Seconde Guerre mondiale.Le service du matériel allemand le rebaptisa P 671 (i). Parmi les utilisateurs secondaires de cette armes se trouvent l'Albanie,   l'Espagne, l'Éthiopie la Finlande, la Grèce,la Libye et la Yougoslavie. Enfin, un  Beretta 1934 fut l'arme de l'assassin du Mahatma Gandhi en 1948.

## Une variante: le modèle 1935
Le Modèle 1935, identique mais chambré en 7,65 Browning fut mis en service par la marina militare et l'aeronautica militare italiennes mais aussi les Kriegsmarine et Luftwaffe allemandes entre 1943 et 1945. Mais l'essentiel des 600 000 M35 produits jusqu'en 1958 furent néanmoins vendus à des citoyens désirant une bonne arme de défense.